# Stiphodon martenstyni
Stiphodon martenstyni és una espècie de peix de la família dels gòbids i de l'ordre dels cipriniformes que es troba a Sri Lanka.